# Benadeelde persoon
Een benadeelde persoon is in België een persoon die op het secretariaat van het parket verklaard heeft schade te hebben geleden veroorzaakt door een bepaald misdrijf en die daardoor een aantal rechten verwerft. De regeling betreffende de 'benadeelde persoon' is opgenomen in artikel 5bis van de Voorafgaande titel van het Wetboek van strafvordering.
De benadeelde persoon die een verklaring afgelegd heeft op het secretariaat van het parket wordt geen partij in het strafproces. Daarvoor is een burgerlijke partijstelling vereist. De rechten van de benadeelde persoon (die een verklaring afgelegd heeft) bestaan vooral in het krijgen van informatie. 

## Attest van klachtneerlegging van de politie
Wie klacht neerlegt bij de politie ontvangt een attest van klachtneerlegging, waarop het nummer van het proces-verbaal en de naam van de opsteller van het proces-verbaal staan vermeld. Dit document is voorzien in de Omzendbrief GPI 58 van de Minister van Binnenlandse Zaken. De procedure 'registratie van benadeelde persoon' dient op een duidelijke en verstaanbare manier toegelicht te worden op het attest van klachtneerlegging. Dit attest van klachtneerlegging zal men meenemen naar het secretariaat van het parket waar men zijn verklaring van benadeeld persoon aflegt. 

## Verklaring op het secretariaat van het parket
Iedereen die schade heeft geleden ten gevolge van een misdrijf kan op het secretariaat van het Openbaar Ministerie een verklaring afleggen. Deze verklaring moet persoonlijk of door een advocaat worden afgelegd. De verklaring afleggen per telefoon of per brief is onmogelijk. 
De verklaring zal moeten afgelegd worden op het secretariaat van het parket dat de zaak behandelt. De politiediensten waar men klacht neerlegde kunnen de betrokkene melden tot welk parket hij zich dient te richten. Meestal zal het gaan om het parket van de plaats waar het misdrijf werd gepleegd. 
De wet voorziet nergens een controle op het waarachtigheidsgehalte van de afgelegde verklaring. Het secretariaat van het parket heeft geen mogelijkheid om de verklaring te weigeren. 

## Inhoud van de verklaring
De verklaring omvat:
- de naam, voornaam, plaats en datum van geboorte, beroep en woonplaats van de betrokkene;
- het feit dat de oorzaak is van de schade geleden door de betrokkene;
- de aard van deze schade;
- het persoonlijk belang dat de betrokkene doet gelden.

## De verklaring wordt bij het dossier gevoegd
Van de verklaring van de betrokkene wordt een akte opgemaakt. De akte met de verklaring van benadeelde persoon wordt bij het dossier gevoegd, zo zegt artikel 5bis, § 2, al. 3, van de Voorafgaande titel van het Wetboek van strafvordering. Er moet dus een dossier zijn bij het parket. Het slachtoffer van een misdrijf moet dus eerst een klacht neerleggen bij de politie, of moet van het misdrijf aangifte doen bij de politie. De politie zal het proces-verbaal dan overmaken aan het Openbaar Ministerie. Zodra het Openbaar Ministerie een dossier heeft geopend kan men de verklaring van benadeelde persoon afleggen. 
Aan het verkrijgen van het statuut van benadeelde persoon zijn geen kosten verbonden.

## Rechten van de 'benadeelde persoon'
De benadeelde persoon verwerft door zijn verklaring op het secretariaat van het parket drie rechten. Sedert 27 december 2012 is er een vierde recht aan toegevoegd.
De benadeelde persoon mag zich laten bijstaan of vertegenwoordigen door een advocaat. Hieruit mag men niet afleiden dat de benadeelde persoon er recht zou hebben om zich tijdens een verhoor door de politie of door de onderzoeksrechter te laten bijstaan door een advocaat. 
De benadeelde persoon heeft het recht ieder document dat hij nuttig acht te doen toevoegen aan het dossier. De benadeelde persoon kan dit zelf doen of via de tussenkomst van een advocaat. Hij kan die stukken bij het dossier laten voegen in iedere stand van de rechtspleging. 
De benadeelde persoon wordt op de hoogte gebracht van de seponering en de reden daarvan, het instellen van een gerechtelijk onderzoek en de bepaling van een rechtsdag voor het onderzoeks- en vonnisgerecht. 
De benadeelde persoon heeft het recht te verzoeken om inzage te krijgen in het dossier en er een afschrift van te verkrijgen.
Niet naleving van deze rechten brengt niet de nietigheid van de procedure met zich mee. De nalatige parketmagistraat zal alleen tuchtrechtelijk kunnen gesanctioneerd worden.

## 'Benadeelde persoon' is geen burgerlijke partij
De persoon die een verklaring van benadeelde persoon heeft afgelegd is echter geen burgerlijke partij. De burgerlijke partij geniet dezelfde rechten: hij mag stukken bij het dossier laten voegen, mag dat laten doen door een advocaat en wordt ingelicht over het gevolg dat het Openbaar Ministerie geeft aan de zaak; hij wordt ingelicht wanneer en voor welke rechtbank de zaak voorkomt.
De burgerlijke partij heeft daarenboven nog het recht om (op officiële wijze) schadevergoeding te vragen, heeft recht op inzage in het dossier en heeft het recht om aanvullende onderzoekshandelingen te vragen. 

## Wetgeving op komst?
In 2008 hebben de senatoren Christine Defraigne en Berni Collas wetgevend initiatief genomen om drie wijzigingen aan te brengen aan de regeling van 'benadeelde persoon'.
In mei 2010 werd dit wetsvoorstel in de koelkast gestoken.

## Verdere evolutie
Naar aanleiding van de wet van 30 november 2011 werd de procedure uit artikel 5bis van de Voorafgaande titel van het Wetboek van strafvordering met betrekking tot de verklaring van benadeelde persoon gevoelig gewijzigd. Enerzijds wordt de verplichting voor de politiediensten om de slachtoffers te informeren versterkt en anderzijds wordt de procedure toegankelijker gemaakt door drie nieuwe mogelijkheden te creëren om
zich benadeelde persoon te verklaren.
De mogelijkheden om een verklaring af te leggen zijn nu:
- verklaring afleggen op het parketsecretariaat (bestond reeds, zie hoger)
- verklaring aangetekend aan het parketsecretariaat opsturen
- verklaring op een politiekantoor afgeven
- verklaring laten optekenen bij de politieambtenaar die het proces-verbaal opstelt